# 5592 Oshima
5592 Oshima (1990 VB4) là một tiểu hành tinh vành đai chính được phát hiện ngày 14 tháng 11 năm 1990 bởi Suzuki và Urata ở Toyota.